# Senat von Arkansas

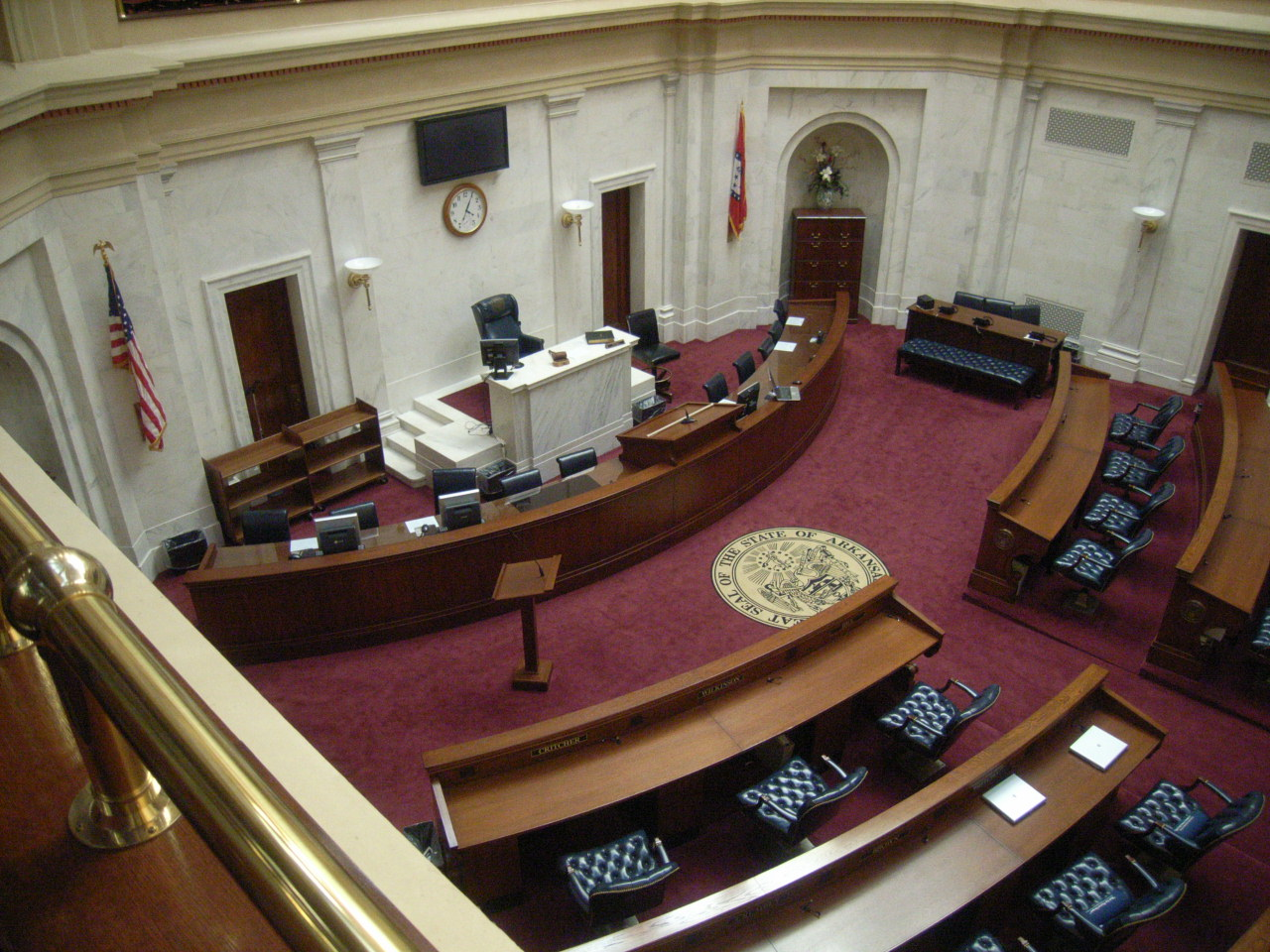
Sitzungssaal des Senats im Arkansas State Capitol

Der Senat von Arkansas (Arkansas State Senate) ist das Oberhaus der Arkansas General Assembly, der Legislative des US-Bundesstaates Arkansas.
Die Parlamentskammer setzt sich aus 35 Senatoren zusammen, die jeweils einen Wahldistrikt repräsentieren. Jede dieser festgelegten Einheiten umfasst eine Zahl von durchschnittlich 76.000 Einwohner. Die Senatoren werden jeweils für vierjährige Amtszeiten gewählt, wobei jedes zweite Jahr jeweils eine Hälfte der Kammer gewählt wird. Die Amtszeiten werden auf zwei Sitzungsperioden beschränkt.
Der Sitzungssaal des Senats befindet sich gemeinsam mit dem Repräsentantenhaus im Arkansas State Capitol in der Hauptstadt Little Rock.

## Aufgaben des Senats
Wie in den Oberhäusern anderer US-Staaten und Territorien sowie im US-Senat fallen dem Senat von Arkansas im Vergleich zum Repräsentantenhaus spezielle Aufgaben zu, die über die Gesetzgebung hinausgehen. So obliegt es dem Senat, Nominierungen des Gouverneurs in dessen Kabinett, weitere Ämter der Exekutive sowie Kommissionen und Behörden zu bestätigen oder zurückzuweisen.

## Gesetzliche Grundlage
Arkansas Constitution - Article 5. Legislative Department. § 3. Senate.
The Senate shall consist of members to be chosen every four years, by the qualified electors of the several districts. At the first session of the Senate, the Senators shall divide themselves into two classes, by lot, and the first class shall hold their places for two years only, after which all shall be elected for four years.
Arkansas Constitution - Amendment 73. Arkansas Term Limitation Amendment. § 2(b). Legislative Branch.
The Arkansas Senate shall consist of members to be chosen every four years by the qualified electors of the several districts. No member of the Arkansas Senate may serve more than two such four year terms.

## Struktur der Kammer
Präsident des Senats ist der jeweils amtierende Vizegouverneur. An Abstimmungen nimmt er nur teil, um bei Pattsituationen eine Entscheidung herbeizuführen. In Abwesenheit des Vizegouverneurs steht der jeweilige Präsident pro tempore den Plenarsitzungen vor. Dieser wird von der Mehrheitsfraktion des Senats gewählt und später durch die Kammer bestätigt. 
Derzeitige Vizegouverneurin und Senatspräsidentin ist die Republikanerin Leslie Rutledge, Präsident pro tempore der Republikaner Bart Hester. Zum Mehrheitsführer (Majority leader) der Republikaner wurde Blake Johnson gewählt; Oppositionsführer (Minority leader) ist der Demokrat Greg Leding.

## Zusammensetzung nach der Wahl im Jahr 2022
- Demokraten: 6
- Republikaner: 29

| Partei | Partei                 | Abgeordnete |
| ------ | ---------------------- | ----------- |
|        | Demokratische Partei   | 6           |
|        | Republikanische Partei | 29          |
| Summe  | Summe                  | 35          |